# Кутиниця
Кутиниця (хорв. Kutinica) — населений пункт у Хорватії, у Сисацько-Мославинській жупанії у складі міста Кутина.

## Населення
Населення за даними перепису 2011 року становило 58 осіб.
Динаміка чисельності населення поселення:

## Клімат
Середня річна температура становить 11,00 °C, середня максимальна – 24,88 °C, а середня мінімальна – -5,24 °C. Середня річна кількість опадів – 890 мм.
| Клімат поселення                              | Клімат поселення | Клімат поселення | Клімат поселення | Клімат поселення | Клімат поселення | Клімат поселення | Клімат поселення | Клімат поселення | Клімат поселення | Клімат поселення | Клімат поселення | Клімат поселення | Клімат поселення |
| Показник                                      | Січ.             | Лют.             | Бер.             | Квіт.            | Трав.            | Черв.            | Лип.             | Серп.            | Вер.             | Жовт.            | Лист.            | Груд.            |                  |
| Середній максимум, °C                         | 6,72             | 8,54             | 12,76            | 16,92            | 21,60            | 24,88            | 24,03            | 23,55            | 19,71            | 14,86            | 9,44             | 5,20             |                  |
| Середня температура, °C                       | 0,74             | 2,56             | 6,78             | 10,93            | 15,62            | 18,89            | 20,64            | 20,19            | 16,33            | 11,47            | 6,08             | 1,83             |                  |
| Середній мінімум, °C                          | −5,24            | −3,44            | 0,80             | 4,96             | 9,64             | 12,90            | 17,27            | 16,81            | 12,95            | 8,10             | 2,68             | −1,54            |                  |
| Норма опадів, мм                              | 54               | 51               | 60               | 72               | 80               | 94               | 82               | 85               | 78               | 79               | 87               | 68               |                  |
| Середньомісячна швидкість вітру, м/с          | 1.91             | 2.16             | 2.51             | 2.40             | 2.20             | 2.00             | 1.99             | 1.80             | 1.81             | 1.90             | 1.96             | 1.96             |                  |
| Середньомісячна сонячна радіація, кДж/м²·день | 4268             | 7060             | 10791            | 15218            | 19489            | 21518            | 22536            | 19692            | 14599            | 9086             | 4773             | 3478             |                  |
| --------------------------------------------- | ---------------- | ---------------- | ---------------- | ---------------- | ---------------- | ---------------- | ---------------- | ---------------- | ---------------- | ---------------- | ---------------- | ---------------- | ---------------- |
| Джерело:                                      |                  |                  |                  |                  |                  |                  |                  |                  |                  |                  |                  |                  |                  |